# Вейджер (остров)
Вейджер (исп. Isla Wager) — необитаемый остров в Тихом океане в южной части Чили, в составе архипелага Гуаянеко, площадью 105 км². Назван в честь корабля «Вейджер», который потерпел крушение у берегов острова в 1741 году.

## География
Вейджер входит в состав архипелага Гуаянеко, который находится в Тихом океане, у юго-западного побережья Чили. Его длина с северо-запада на юго-восток составляет 18 км, ширина — 10 км, площадь — 105 км². Это второй по площади остров архипелага после Байрона, от которого он отделён проливом.
В силу своего положения Вейджер считается субантарктическим островом. Он состоит из ряда возвышенностей и ущелий и имеет множество крутых мысов. Самые высокие вершины — Монте-Ансон (377 метров) и Монте-Вейджер (586 метров). Нижние склоны этих гор покрыты магеллановыми приполярными лесами.
Вейджер необитаем. Ближайший населённый пункт, деревня Калета-Тортель, расположен в 107 км к востоку. Там же расположен и ближайший аэропорт.

## История
Исследователи полагают, что архипелаг Гуаянеко был зоной соприкосновения разных племён коренных американцев, живших к северу и югу от него. Европейцы начали появляться в этих водах после открытия Магелланова пролива в 1520 году. Участники морской экспедиции Франсиско де Ульоа 1553 года были первыми европейцами, столкнувшимися с народом чонос. Из-за ложных слухах о европейских поселениях вблизи Магелланова пролива испанцы направили сюда экспедиции во главе с Бартоломе Гальярдо (1674—1675) и Антонио де Веа (1675—1676).
В мае 1741 года у берегов острова потерпел крушение британский корабль «Вейджер». Большая часть экипажа выбралась на сушу, в дальнейшем одна группа, отказавшаяся подчиняться капитану Дэвиду Чипу, уплыла в Бразилию, а другая — в сторону Чилоэ. На родину из-за лишений, связанных с путешествием и патагонской зимой, смогли вернуться только единицы. Остров получил название в честь корабля.